# リーガ・ナシオナル・デ・ホッケイ・イエロ
リーガ・ナシオナル・デ・ホッケイ・イエロ（スペイン語: Liga Nacional de Hockey sobre Hielo）は、スペインのアイスホッケーリーグ。スペインアイススポーツ連盟によって組織されている。

## 歴史
1972年にリーガ・ナシオナル・デ・ホッケイ・イエロが設立された。初年度の1972-73シーズンに参加したのは、サン・セバスティアンに本拠地を置くレアル・ソシエダHH、ハカに本拠地を置くCHハカ、バリャドリッドに本拠地を置くCHバリャドリッド、プッチサルダーに本拠地を置くCGプッチサルダー、マドリードに本拠地を置くCHマドリード、バルセロナに本拠地を置くFCバルセロナの6クラブだった。

## 大会形式
毎年9月から11月にレギュラーシーズンが開催され、6クラブが3回戦総当たりで計15試合を行う。勝利に勝ち点3、延長戦勝利に勝ち点2、延長戦敗北に勝ち点1、敗北に勝ち点0が与えられる。レギュラーシーズンの上位4クラブがプレーオフを行って優勝クラブを決定する。昇降格の制度は採用されていない。

## 2017–18シーズン所属クラブ
| クラブ                | 本拠地         | 本拠地       | 本拠地                       | アリーナ                                       | 収容人数 |
| --------------------- | -------------- | ------------ | ---------------------------- | ---------------------------------------------- | -------- |
| FCバルセロナ          | カタルーニャ州 | バルセロナ県 | バルセロナ                   | ピスタ・ダ・ジェル                             | 1,256    |
| CHボアディージャ      | マドリード州   | マドリード州 | ボアディージャ・デル・モンテ | インベルニア・バルデモーロ                     | 800      |
| CHハカ                | アラゴン州     | ウエスカ県   | ハカ                         | パベリョン・デ・イエロ・デ・ハカ               | 1,900    |
| マハダオンダHC        | マドリード州   | マドリード州 | マハダオンダ                 | パラシオ・デル・イエロ・デ・マハダオンダ       | 350      |
| CGプッチサルダー      | カタルーニャ州 | ジローナ県   | プッチサルダー               | ピスタ・ダ・ジェル・ダ・プッチサルダー         | 1,456    |
| CHHチュリ・ウルディン | バスク州       | ギプスコア県 | サン・セバスティアン         | パラシオ・デル・イエロ・デ・チュリ・ウルディン | 650      |

## 歴代大会結果
| - 1973: レアル・ソシエダHH - 1974: レアル・ソシエダHH - 1975: レアル・ソシエダHH - 1976: CHHチュリ・ウルディン - 1977: CHカスコ・ビエホ・ビルバオ - 1978: CHカスコ・ビエホ・ビルバオ - 1979: CHカスコ・ビエホ・ビルバオ - 1980: CHHチュリ・ウルディン - 1981: CHカスコ・ビエホ・ビルバオ - 1982: CHカスコ・ビエホ・ビルバオ - 1983: CHカスコ・ビエホ・ビルバオ - 1984: CHハカ - 1985: CHHチュリ・ウルディン - 1986: CGプッチサルダー - 1987: FCバルセロナ - 1988: FCバルセロナ - 1989: CGプッチサルダー - 1990: CHHチュリ・ウルディン - 1991: CHハカ - 1992: CHHチュリ・ウルディン - 1993: CHHチュリ・ウルディン - 1994: CHハカ - 1995: CHHチュリ・ウルディン | - 1996: CHハカ - 1997: FCバルセロナ - 1998: マハダオンダHC - 1999: CHHチュリ・ウルディン - 2000: CHHチュリ・ウルディン - 2001: CHハカ - 2002: FCバルセロナ - 2003: CHハカ - 2004: CHハカ - 2005: CHハカ - 2006: CGプッチサルダー - 2007: CGプッチサルダー - 2008: CGプッチサルダー - 2009: FCバルセロナ - 2010: CHハカ - 2011: CHハカ - 2012: CHハカ - 2013: CDイエロ・ビポロ - 2014: CDイエロ・ビポロ - 2015: CHハカ - 2016: CHハカ - 2017: CHHチュリ・ウルディン - 2018: CHHチュリ・ウルディン |

## クラブ別優勝回数
| クラブ                     | 優勝回数 | 優勝年                                                                       |
| -------------------------- | -------- | ---------------------------------------------------------------------------- |
| CHハカ                     | 13       | 1984, 1991, 1994, 1996, 2001, 2003, 2004, 2005, 2010, 2011, 2012, 2015, 2016 |
| CHHチュリ・ウルディン      | 11       | 1976, 1980, 1985, 1990, 1992, 1993, 1995, 1999, 2000, 2017, 2018             |
| CHカスコ・ビエホ・ビルバオ | 6        | 1977, 1978, 1979, 1981, 1982, 1983.                                          |
| CGプッチサルダー           | 5        | 1986, 1989, 2006, 2007, 2008                                                 |
| FCバルセロナ               | 5        | 1987, 1988, 1997, 2002, 2009                                                 |
| レアル・ソシエダHH         | 3        | 1973, 1974, 1975                                                             |
| CDイエロ・ビポロ           | 2        | 2013, 2014                                                                   |
| マハダオンダHC             | 1        | 1998                                                                         |